# Пежевицы
Пеже́вицы (фин. Piesovitsa) — деревня в Бегуницком сельском поселении Волосовского района Ленинградской области.

## История
Упоминается на карте Ингерманландии А. И. Бергенгейма, составленной по материалам 1676 года как деревня Päsowitz.
На шведской «Генеральной карте провинции Ингерманландии» 1704 года — как деревня Päsovitz.
Как деревня Прясовиц она обозначена на «Географическом чертеже Ижорской земли» Адриана Шонбека 1705 года.
Как деревня Пезавицы — на карте Санкт-Петербургской губернии Я. Ф. Шмидта 1770 года.
Деревня Большие Пежовицы из 43 крестьянских дворов упоминается на карте Санкт-Петербургской губернии Ф. Ф. Шуберта 1834 года. К северу и смежно с ней располагалась деревня Малые Пежовицы.

БОЛЬШАЯ ПЕЖЕВИЦА — деревня принадлежит адмиральше Моллер, число жителей по ревизии: 75 м. п., 97 ж. п.

МАЛАЯ ПЕЖЕВИЦА — деревня принадлежит адмиральше Моллер, число жителей по ревизии: 15 м. п., 21 ж. п. (1838 год)

В пояснительном тексте к этнографической карте Санкт-Петербургской губернии П. И. Кёппена 1849 года записаны деревни: 
- Wiirusi (Малая Пежевица), количество жителей на 1848 год: савакотов — 10 м. п., 9 ж. п., всего 19 человек
- Pesowitz (Большая Пежевица), количество жителей на 1848 год: савакотов — 43 м. п., 62 ж. п., всего 105 человек[9].

На карте профессора С. С. Куторги 1852 года обозначены две смежные, деревня Малые Пежовицы и деревня Большие Пежовицы, состоящая из 45 дворов.

ПЕЖЕВИЦЫ — деревня генерал-лейтенанта Моллера, 10 вёрст по почтовой, а остальное по просёлочной дороге, число дворов — 20, число душ — 32 м. п. (1856 год)

Согласно «Топографической карте частей Санкт-Петербургской и Выборгской губерний» 1860 года деревня называлась Пежовицы, на её северо-западной окраине располагалась полумыза Генерал-Лейтенанта Моллера.

ПЕЖОВИЦЫ — деревня владельческая при колодце, по правую сторону 2-й Самерской дороги в 46 верстах от Ямбурга, число дворов — 22, число жителей: 58 м. п., 68 ж. п. (1862 год)

В 1868 году временнообязанные крестьяне деревни Пежевниц выкупили свои земельные наделы у Е. Н. фон Моллер и стали собственниками земли.
- План деревни Пежевицы. 1885 год

Согласно карте окрестностей Санкт-Петербурга в 1885 году деревня называлась Пежовицы и состояла из 15 крестьянских дворов, к северу от деревни располагалась ветряная мельница.
В конце XIX — начале XX века деревня административно относилась ко Врудской волости 1-го стана Ямбургского уезда Санкт-Петербургской губернии. Население деревни было смешанным — финско-русским.
К 1913 году количество дворов в деревне увеличилось до 27. Деревня называлась Пежовицы.
С 1923 по 1924 год деревня Пежевицы входила в состав Пежевицкого сельсовета Врудской волости Кингисеппского уезда.
С 1924 года в составе Ославского сельсовета.
Согласно данным переписи населения СССР 1926 года в деревне Пежевицы Ославского сельсовета Врудской волости Кингисеппского уезда проживали 146 человек, большинство финны, а также русские и эстонцы.
С 1927 года в составе Сяглицкого сельсовета Молосковицкого района.
С 1928 года в составе Рекковского сельсовета.
С 1931 года в составе Волосовского района.
- План деревни Пежевицы. 1930 год

По данным 1933 года в состав Рекковского сельсовета Волосовского района входил посёлок Пежевицы. Согласно топографической карте 1933 года деревня называлась Пежовицы и насчитывала 27 дворов.
С 1935 года в составе Терпилицкого сельсовета.
C 1 августа 1941 года по 31 декабря 1943 года деревня находилась в оккупации.
С 1963 года в составе Кингисеппского района.
С 1965 года вновь в составе Волосовского района. В 1965 году население деревни Пежевицы составляло 119 человек.
По данным 1966 года деревня Пежевицы находилась в составе Терпилицкого сельсовета.
По данным 1973 и 1990 годов деревня называлась Пожевицы и также входила в состав Терпилицкого сельсовета.
В 1997 году в деревне Пежевицы проживали 18 человек, в 2002 году — 15 человек (русские — 87 %), деревня входила в Терпилицкую волость.
В 2007 году в деревне проживали 26 человек, деревня входила в состав Терпилицкого сельского поселения.
7 мая 2019 года деревня вошла в состав Бегуницкого сельского поселения.

## География
Деревня расположена в центральной части района на автодороге 41К-053 (Рогатино — Горки).
Расстояние до административного центра поселения — 3,9 км.
Расстояние до ближайшей железнодорожной станции Вруда — 9 км.

## Демография
| 2002 | 2007 | 2010 | 2017 |
| ---- | ---- | ---- | ---- |
| 15   | ↗26  | ↗27  | ↘23  |

### Национальный состав
Согласно данным Всероссийской переписи населения 2021 года в деревне проживали 18 человек, из них:
 русские — 16, азербайджанцы — 1, таджики — 1 человек.

## Достопримечательности
- Близ деревни находится курганно-жальничный могильник XI—XIV веков[32].